# Koikili Lertxundi
Koikili Lertxundi del Campo (Ochandiano, Vizcaya, 23 de diciembre de 1980) es un exfutbolista español. Jugaba de lateral izquierdo. Su último equipo fue el Club Deportivo Mirandés de Segunda División de España.

## Trayectoria
Se inició como futbolista en las categorías inferiores del Aurrera de Vitoria, cuando estaba en edad juvenil. En 1999 fichó por el Osasuna "B", donde pasó dos temporadas. En 2001 pasó a la SD Gernika, con el que jugó dos temporadas. En 2003, tras cinco temporadas en Segunda B, fichó por el Beasáin de Tercera División. En 2004 regresó a la SD Guernica, en Tercera División para fichar en 2005 por el Sestao River de Tercera División. Con el equipo verdinegro, logró el ascenso a Segunda B y fue uno de sus máximos goleadores en la campaña siguiente, lo que le llevó a fichar por el Bilbao Athletic en 2007. Finalmente el técnico del primer equipo, Joaquín Caparrós, le ascendió al Athletic Club debido al gran nivel mostrado en pretemporada.
El 26 de agosto de 2007 debutó en Primera División, en un empate a cero en San Mamés, ante Osasuna. En su primera temporada en el club tuvo que competir con el futbolista internacional Asier del Horno, sin embargo, Koi fue titular en 25 de las 38 jornadas. En la siguiente campaña el competidor fue Mikel Balenziaga. Koi sólo jugó tres partidos en la primera vuelta, pero acabó siendo titular casi toda la segunda vuelta de la competición y jugando la final de Copa de 2009. Para la temporada 2009-10, el competidor fue Xabi Castillo. Nuevamente comenzó como suplente, pero acabó siendo titular en una veintena de jornadas. En la temporada 2010-11, la competencia se multiplicó con la llegada de Jon Aurtenetxe (sumada a la continuidad de Xabi Castillo y la vuelta de Balenziaga de su cesión). Como en años anteriores, no inició la temporada como titular. Koi acabó la temporada siendo el lateral con más minutos (1345 minutos en 16 encuentros), si bien, fue Xabi Castillo el que acabó jugando las últimas ocho jornadas.
De cara a la temporada 2011-12, fue uno de los descartados por el nuevo entrenador, Marcelo Bielsa. Durante la temporada, llegó a entrar en más de una decena de convocatorias sin llegar a jugar.
En 2012 fichó por el CD Mirandés, en Segunda División, donde pasó dos temporadas hasta su retirada en 2014.
Jugo con la Selección de fútbol de Euskadi en un partido amistoso, disputado el 29 de diciembre de 2010, ante Venezuela.

## Clubes
| Club                            | País   | Año       | Partidos | Goles |
| ------------------------------- | ------ | --------- | -------- | ----- |
| Aurrerá de Vitoria              | España | 1998-1999 | 12       | 0     |
| Osasuna "B"                     | España | 1999-2001 | 37       | 2     |
| Sociedad Deportiva Gernika Club | España | 2001-2003 | 55       | 0     |
| S. D. Beasáin                   | España | 2003-2004 |          |       |
| Sociedad Deportiva Gernika Club | España | 2004-2005 |          |       |
| Sestao River                    | España | 2005-2007 | 64       | 16    |
| Athletic Club                   | España | 2007-2012 | 98       | 2     |
| C. D. Mirandés                  | España | 2012-2014 | 53       | 0     |

## Vida personal
El nombre Koikili es una traducción al euskera —infrecuente— de "Cecilio", hecha por Sabino Arana.
Antes que al fútbol, Koikili se inició en la lucha grecorromana. Comenzó a entrenar en un pequeño gimnasio de la localidad de Ochandiano, donde conoció a la medallista olímpica Maider Unda. Koikili llegó a ser tres veces campeón de España en categoría cadete.
Koikili es licenciado en Historia por la Universidad del País Vasco y socio mayoritario de una consultoría de recursos humanos.
Es sobrino del político Roberto Lertxundi.

## Premios
- Llaves del deporte de Sestao.[8]